# 洪华生
洪华生（1944年7月—），女，祖籍福建南安，生于菲律宾，中华人民共和国海洋学家、政治人物，曾任厦门大学海洋与环境学院院长、教授，福建省人大常委会副主任。